# Милоје Грбин
Милоје Грбин (Сента, 1985 — Чока, 12. јун 2022) био је српски социолог и песник.

## Биографија
Милоје Грбин рођен је у Сенти, а одрастао у Чоки. Студирао је на Филозофском факултету у Београду и на Универзитету Баухаус у Вајмару. Објављивао је стручне радове из области социологије града и филозофије простора. Радио је као наставник социологије у гимназији у Сенти. Бавио се сликањем, свирао је гитару и писао песме. Живео је и стварао у Чоки.

## Збирка поезије - Избор из првих песама
Песме у овој збирци имају инспирацију у природном амбијенту. У свим микродешавањима око себе песник сагледава процесе од животног значаја. Савремени човек жуди за слободом и плаветнилом, а спутан је у сопствене окове од бетона. Пролазност и меланхолија растварају се поред воде и у трави завичајног крајолика.